# Estação Mexicaltzingo (Metrô da Cidade do México)
A Estação Mexicaltzingo é uma das estações do Metrô da Cidade do México, situada na Cidade do México, entre a Estação Atlalilco e a Estação Ermita. Administrada pelo Sistema de Transporte Colectivo, faz parte da Linha 12.
Foi inaugurada em 30 de outubro de 2012. Localiza-se no cruzamento da Estrada Ermita Iztapalapa com a Estrada de la Viga. Atende os bairros Cacama e Mexicaltzingo, situados na demarcação territorial de Iztapalapa, e o bairro Prado Churubusco, situado na demarcação territorial de Coyoacán. A estação registrou um movimento de 5.797.272 passageiros em 2016.